# رکود بزرگ مالی
رکود بزرگ (انگلیسی: Great Recession) به دوره ای از رکود کلی اقتصادی در بازارهای جهانی در اواخر سال‌های دهه ۲۰۰۰ و اوایل دهه ۲۰۱۰ اطلاق می‌گردد. مقیاس و زمان رکود اقتصادی در این دوره، از کشور به کشور متغیر می‌باشد. بر پایه اعلام صندوق بین‌المللی پول، از نظر تأثیر کلی رکود این دوره، بر اقتصاد جهانی، بعنوان بدترین رکود جهانی از دهه ۱۹۳۰ به بعد، شناخته می‌شود. علل اصلی رکود اقتصادی این دوره، عمدتاً به شرایط بحرانی در اقتصاد ایالات متحده و بحران بازار املاک و مستغلات در این کشور بازمی‌گردد، که به بحران مالی ۲۰۰۸-۲۰۰۷ و بحران مسکن آمریکا ۲۰۰۸ مربوط می‌شود. طبق ادعای دفتر ملی پژوهش اقتصادی ایالات متحده (داور رسمی رکود ایالات متحده) رکود اقتصادی که در آن کشور تجربه شده‌است، در دسامبر ۲۰۰۷ آغاز شد و در ماه ژوئن سال ۲۰۰۹ به پایان رسید، که در مجموع این بحران اقتصادی ۱۹ ماه بطول انجامید. رکود بزرگ در مجموع منجر به کاهش دارایی‌های با ارزش در اقتصاد بازار و فروپاشی بخش مالی شد.